# Кен (Шлезвиг-Холштајн)
Кен (њем. Köhn) општина је у њемачкој савезној држави Шлезвиг-Холштајн. Једно је од 84 општинска средишта округа Плен. Према процјени из 2010. у општини је живјело 861 становника. Посједује регионалну шифру (AGS) 1057039.

## Географски и демографски подаци
Кен се налази у савезној држави Шлезвиг-Холштајн у округу Плен. Општина се налази на надморској висини од 36 метара. Површина општине износи 13,2 km². У самом мјесту је, према процјени из 2010. године, живјело 861 становника. Просјечна густина становништва износи 65 становника/km².